# Pollawut Kwasena
Pollawut Kwasenai (tiếng Thái: พลวุฒิ ขวาเสนา, sinh ngày 7 tháng 3 năm 1988), formerly Pollawut Donjui (tiếng Thái: พลวุฒิ ดอนจุ้ย) là một cầu thủ bóng đá người Thái Lan thi đấu ở vị trí tiền vệ chạy cánh trái cho câu lạc bộ Giải bóng đá Ngoại hạng Thái Lan Air Force Central. Anh đoạt chức vô địch Giải bóng đá ngoại hạng Thái Lan năm 2008.

## Danh hiệu

### Câu lạc bộ
PEA
- Giải bóng đá Ngoại hạng Thái Lan (1): 2008